# North Branch (Michigan)
Pour les articles homonymes, voir North Branch.
North Branch est un village du comté de Lapeer, dans l'État du Michigan, aux États-Unis. En 2020, il comptait une population de 1 096 habitants.